# دانشگاه توزلا
دانشگاه توزلا یک دانشگاه دولتی است که در شهر توزلا، بوسنی و هرزگوین واقع شده است. این دانشگاه در سال ۱۹۵۸ تأسیس شد. این دانشگاه در سال ۱۹۷۶ تبدیل به یک دانشگاه زیبنده شد و امروزه یکی از مؤسسات اصلی آموزش عالی در بوسنی و هرزگوین است.
در سال تحصیلی ۲۰۱۴–۲۰۱۵، مجموع تعداد دانشجویان ثبت نام شده در تمامی دانشکده‌ها و آکادمی‌ها ۱۰٬۶۸۳ نفر بوده است. مجموع تعداد دانشجویان ثبت نام شده نسبت به سال تحصیلی ۲۰۱۰–۲۰۱۱ که ۱۴٬۲۱۲ دانشجو در این دانشگاه ثبت نام کرده بودند، کاهش پیوسته‌ای را نشان داده است.

## تاریخچه
کالج معدن در سال ۱۹۵۸ و دانشکده مهندسی شیمی در سال ۱۹۵۹ به عنوان اولین دانشکده بیرون از دانشگاه سارایوو تأسیس شد. کالج در آن زمان ۱۵۹ دانشجو داشت. آموزشکده معدن در سال ۱۹۶۰ به دانشکده معدن تبدیل شد. از آن موقع، دانشکده‌های بیشتری افزوده شد و تعداد ثبت نام دانشجویان افزایش یافت تا اینکه یک دانشگاه مستقل آموزش عالی در سال ۱۹۷۶ ایجاد شد.

## دانشکده‌ها و آکادمی‌ها
- آکادمی هنرهای نمایشی
- دانشکده حقوق
- دانشکده آموزش و توانبخشی
- دانشکده اقتصاد
- دانشکده مهندسی برق
- دانشکده مهندسی مکانیک
- دانشکده مهندسی شیمی و بیوتکنولوژی

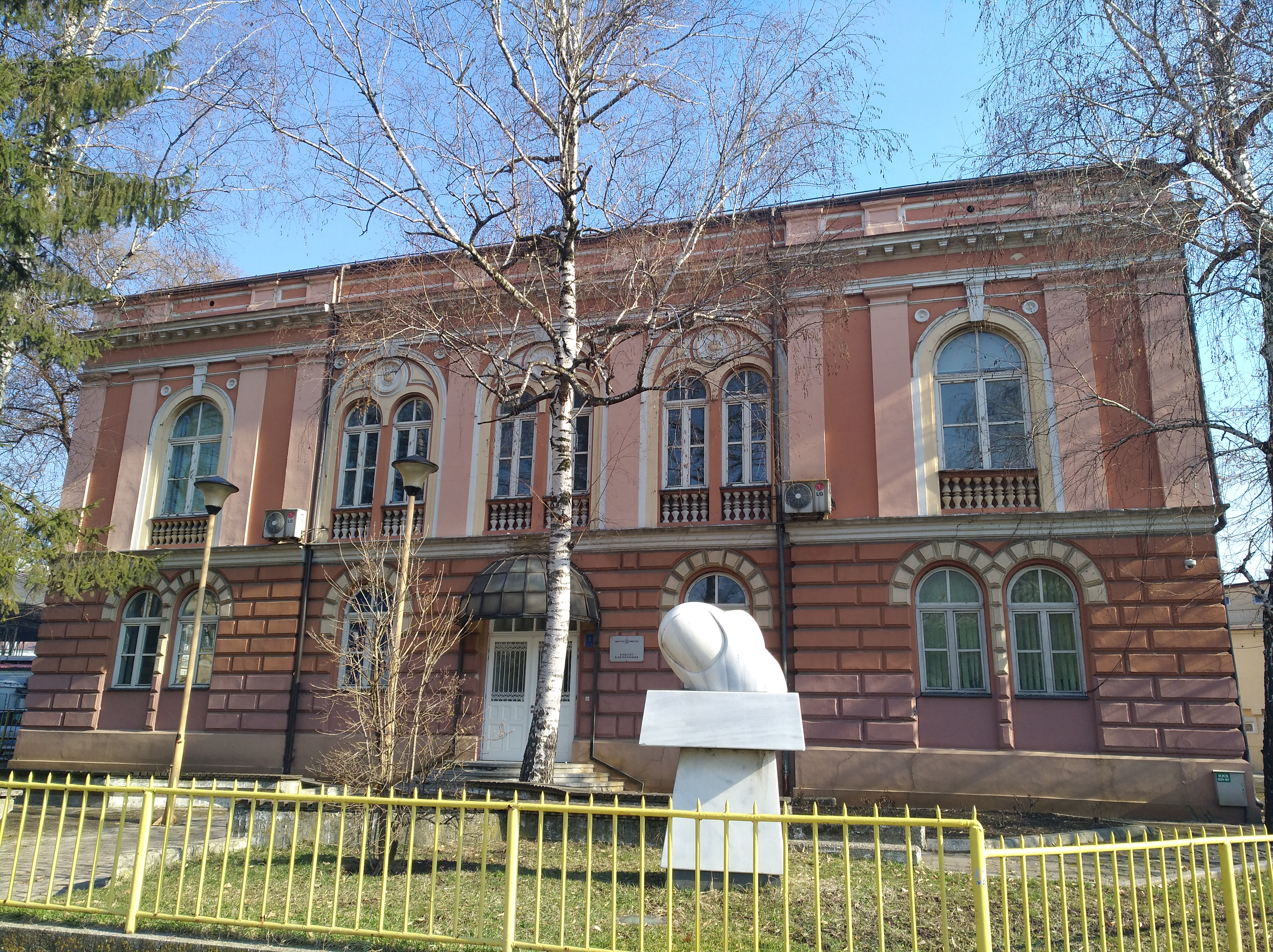
دانشکده مهندسی برق

- دانشکده معدن، زمین‌شناسی و مهندسی عمران
- دانشکده پزشکی (آموزش شش ساله)
- دانشکده علوم طبیعی و ریاضی
- دانشکده فلسفه
- دانشکده داروسازی
- دانشکده تربیت بدنی و ورزش[۳]